# Grypokeros curticaudis
Grypokeros curticaudis är en stekelart som beskrevs av Van Achterberg 1988. Grypokeros curticaudis ingår i släktet Grypokeros och familjen bracksteklar. Inga underarter finns listade i Catalogue of Life.